# Облога Ехіна
Облога Ехіна – епізод Першої Македонської війни 214-205 рр. до н.е., пов’язаний з атакою македонського царя Філіппа V на одне із міст Етолійського союзу. 

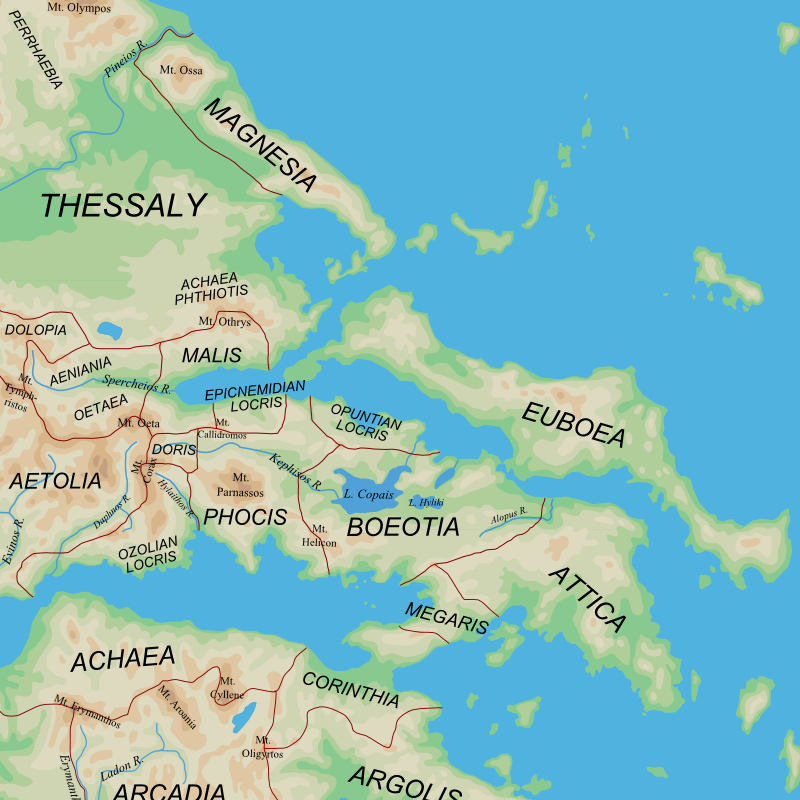
Карта регіонів Центральної Греції. Фтіотида під назвою Achaea Phthiotis позначена як південно-східна частина Фессалії, що межує з Малідою (Malis)

В 211 р. до н.е. етолійці уклали союзну угоду з римлянами та виступили проти македонського царя. Це змусило останнього припинити операції в Іллірії та перейти до бойових дій у центральній Греції. Тут під контролем етолійців, зокрема, перебувала південна Фтіотида (північною частиною цієї історичної області з містом Фтіотидські Фіви Філіпп V оволодів у 217 р. до н.е. під час Союзницької війни) та Маліда, котрі блокували шлях по суходолу до південних областей Греції. Македонський цар вирішив розпочати кампанію 210 р. до н.е. з нападу на фтіотидське місто Ехін, розташоване на північному узбережжі Малійської затоки. 
Обравши для атаки ділянку мура з двома баштами, Філіпп поставив проти кожної з них по «черепасі» (навіс на колесах, котрий дозволяв вести земляні роботи та наблизитись до стін), над якими звели башти, а під навісами встановили тарани. На нижньому поверсі цих башт розмістили призначені для гасіння пожеж ємності з водою та катапульти, тоді як верхній, котрий знаходився на рівні міських башт, віддали численним бійцям, котрі протидіяли обложеним у їх спробах зіпусувати тарани. «Черепахи» також з’єднали між собою навісами, під прихистом яких повели два підкопи під мур, а також розмістили три каменеметальні машини. Від табору до «черепах» проклали перекриті траншеї, котрі захищали воїнів, що прямували для проведення облогових робіт або назад на відпочинок. Створення всіх цих споруд відбулось доволі швидко, оскільки навколо міста було достатньо деревини.
Через якийсь час на допомогу ехінцям прибули етолійці під началом Доримаха та римська експедиційна ескадра під командуванням Публія Сульпіція Гальби Максима. Вони здійснили напад на розташування македонян, проте Філіпп гарно захистив зовнішню сторону табору ровом та стіною, так що ця атака зазнала невдачі. Противники македонців також не змогли перервати доставку припасів, котрі Філіпп отримував морем. Водночас цар продовжував штурмувати місто з посиленою енергією. Як наслідок, ехіняни втратили надію на порятунок та капітулювали. 
Втім, римські експедиційні сили також досягли того ж року успіху, оскільки змогли оволодіти островом Егіна.